# Monte Pana

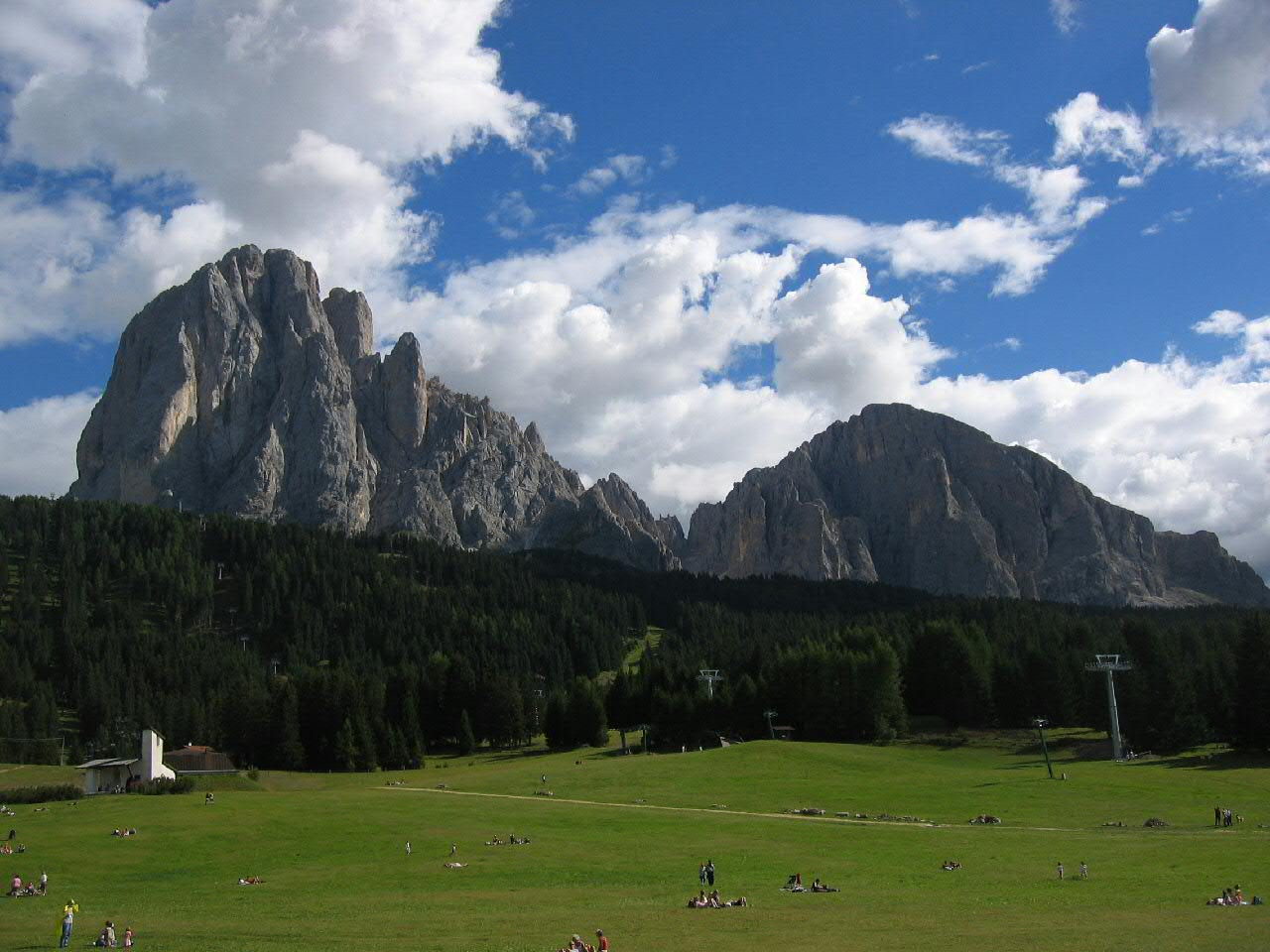
Le Monte Pana

Monte Pana ou Panaalm (en ladin Monte Pana) est un haut plateau n au sud de Santa Cristina Valgardena à une altitude de 1600 à 1800 mètres. Depuis Santa Cristina, il est accessible par une route ou en télésiège. Il est bordé au sud par le mont de Sëura au pied du Sassolungo, à l'ouest par l'Alpe de Siusi, le plus haut alpage d’Europe, et le Jenderbach. On peut voir au nord-est la chaîne de Geisler et à l'est, la rivière Ampezan-Bach et la piste de ski de Saslong.
En hiver, le Monte Pana est un endroit important pour les skieurs qui relie l'Alpe de Siusi et la Sellaronda. En 2006, un nouveau tremplin de ski est ouvert. En 2007, il est relié aux pistes de ski de Santa Cristina Valgardena qui font 30 km de long et comportent trois niveaux de difficulté.
En été, le Monte Pana est un site de randonnée.

## Attractions
- L'hôtel et la chapelle, œuvres de l'architecte Franz Baumann dans les années 1930.
- La chapelle contient des fresques d'Albert Stolz et une croix en bois sculpté de Vinzenz Peristi (de).
- Le cadran solaire qui indique le temps solaire et l'heure normale d'Europe centrale.

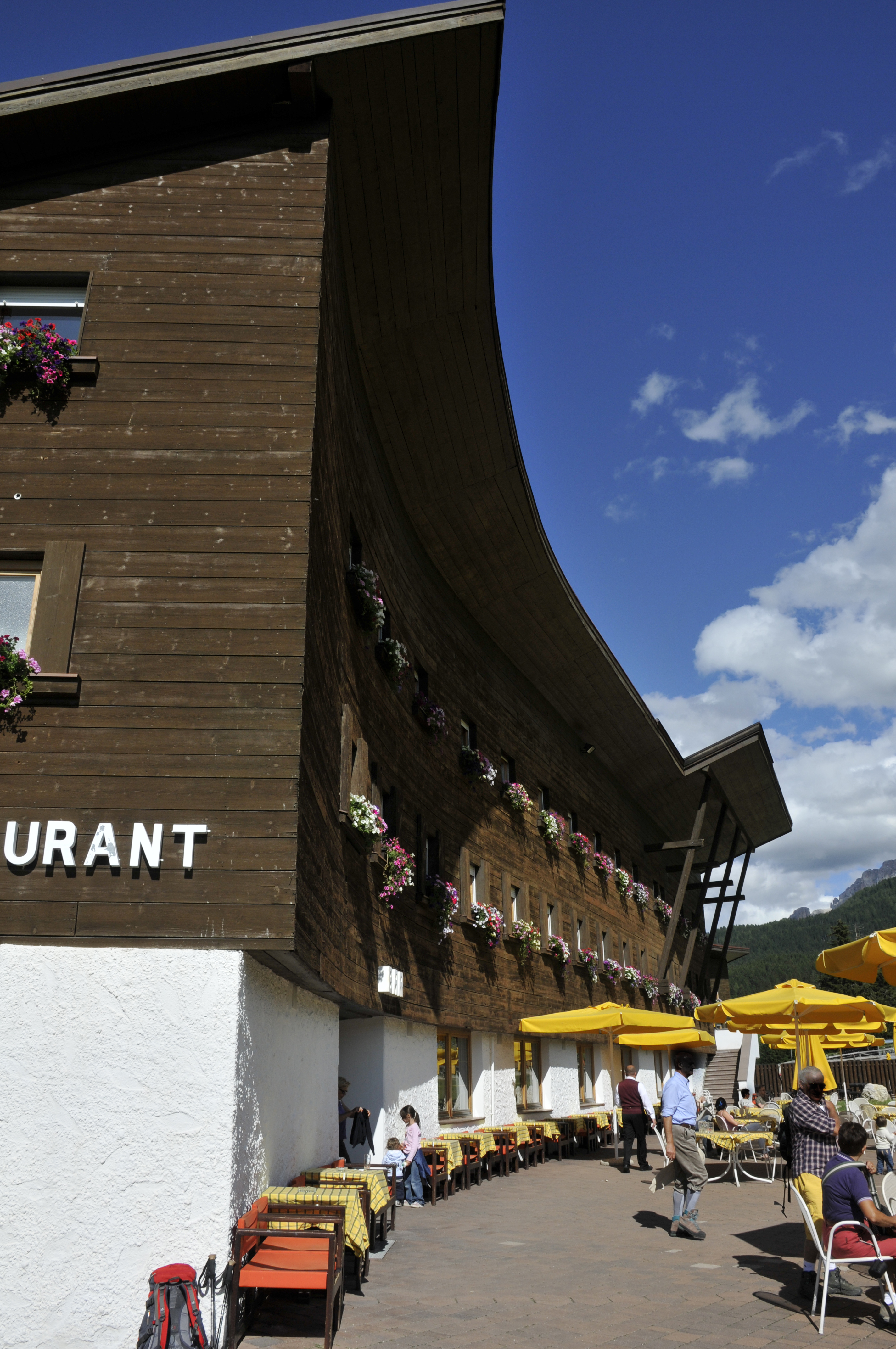
L'Hôtel
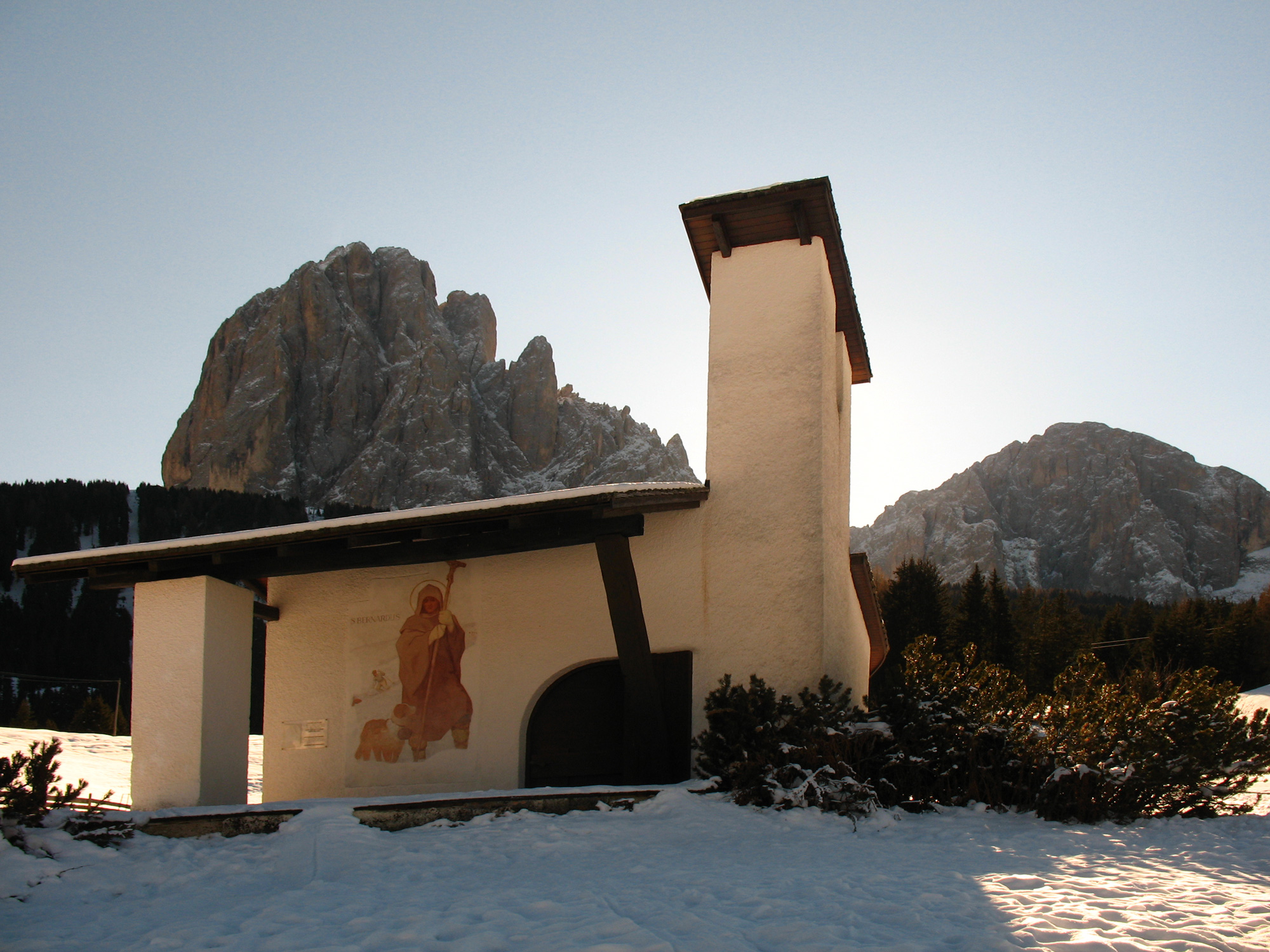
La chapelle
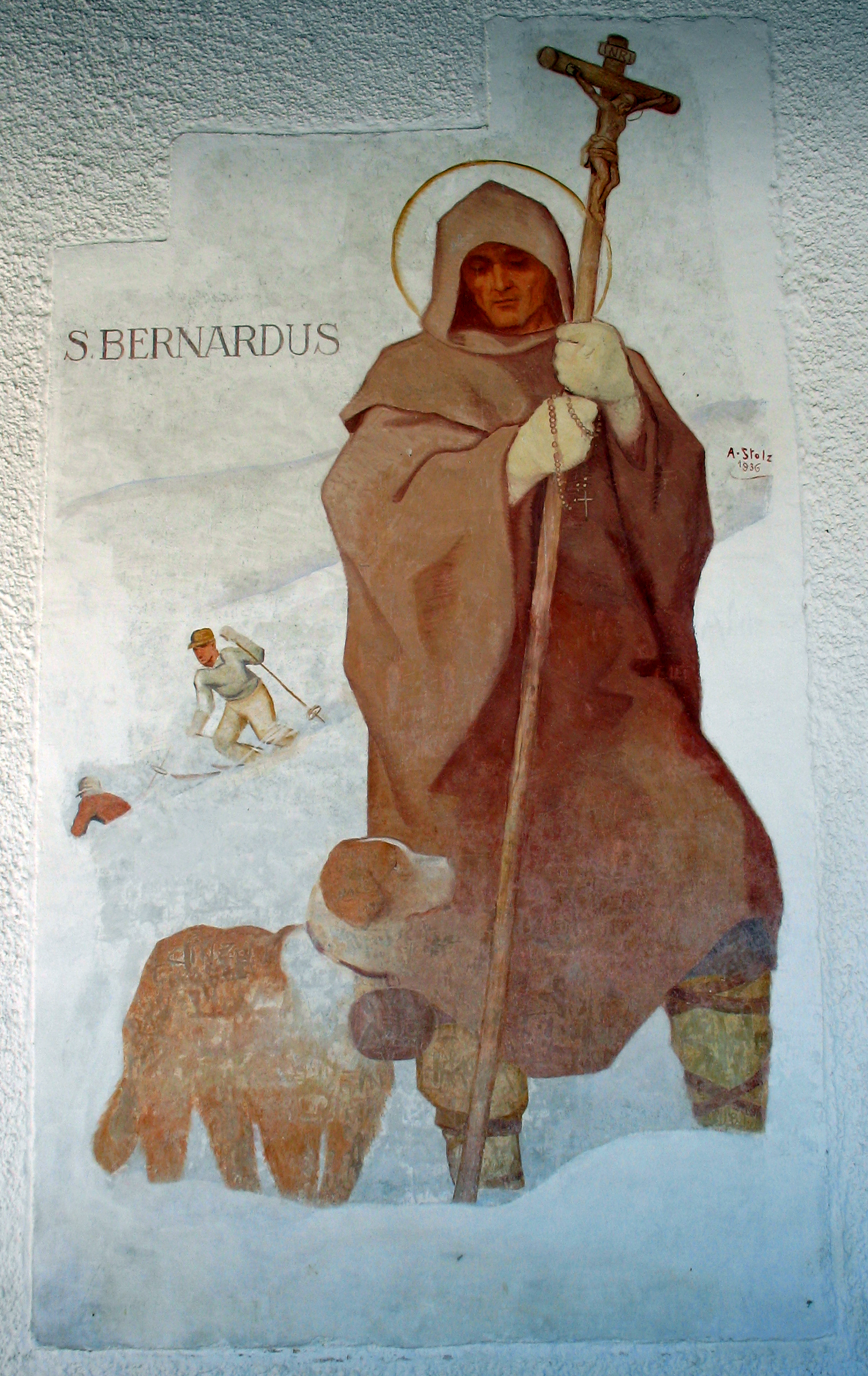
Fresque d'Albert Stolz représentant saint Bernard
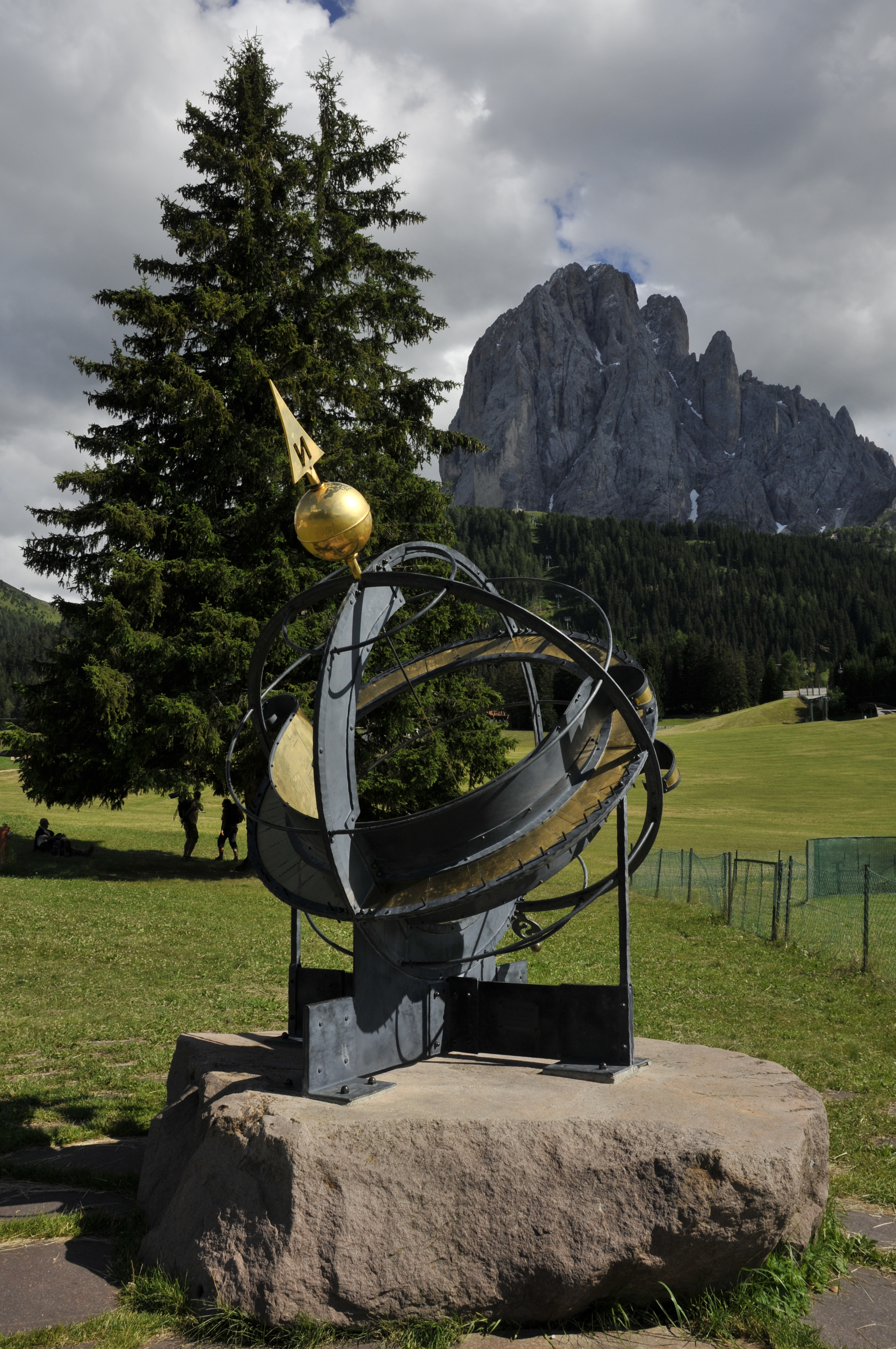
Cadran solaire de Simon Moroder

## Source, notes et références
- (de) Cet article est partiellement ou en totalité issu de l’article de Wikipédia en allemand intitulé « Monte Pana » (voir la liste des auteurs).